# Bûcher des vanités
Pour les articles homonymes, voir Bucher.
Cet article concerne un événement historique. Pour le roman, voir Le Bûcher des vanités. Pour le film, voir Le Bûcher des vanités. Pour les chroniques radiophoniques, voir Le Bûcher des vaniteux.

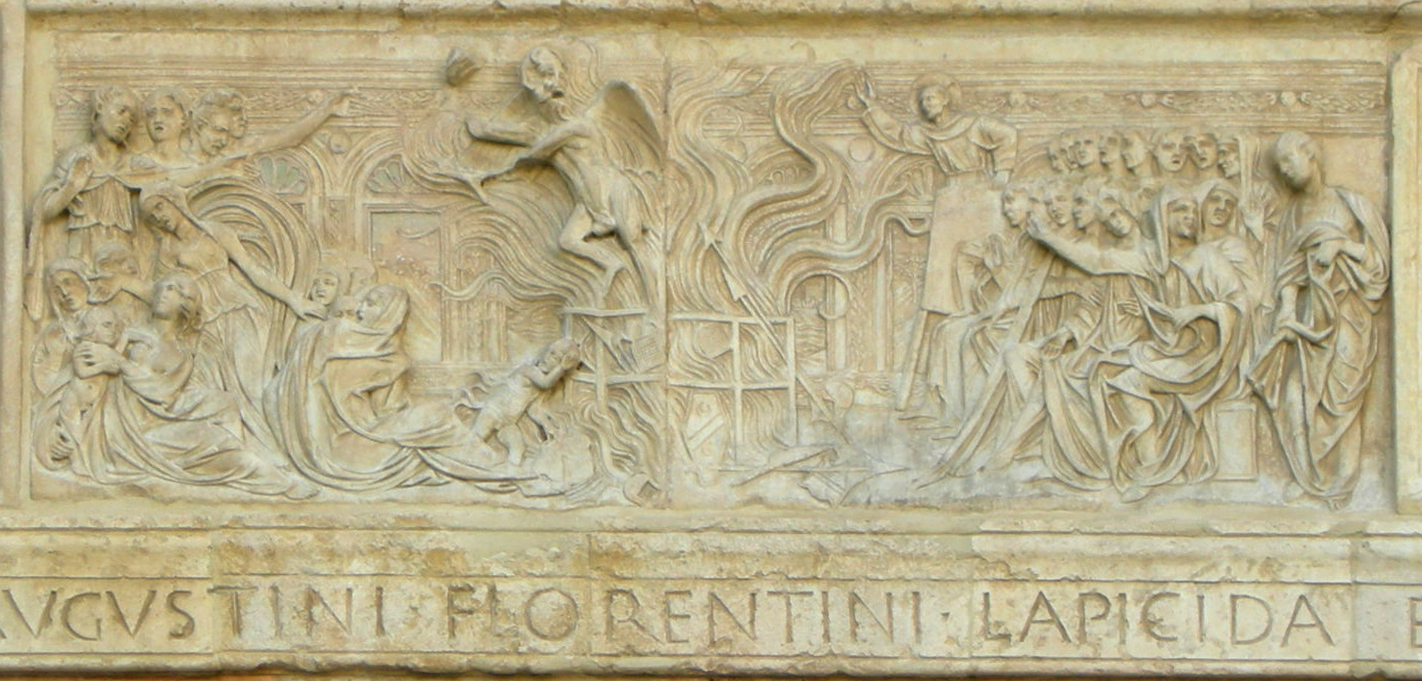
Gravure représentant le bûcher des vanités

Un bûcher des vanités (en italien : falò delle vanità) désigne la destruction par le feu, ordonnée par les autorités religieuses, d'objets considérés comme poussant au péché, spécialement ceux qui touchent à la vanité, tels que les miroirs, les cosmétiques, les robes richement travaillées, les bijoux, les instruments de musique. D’autres objets peuvent aboutir sur le bûcher : livres d'auteurs laïcs jugés immoraux, chansons non religieuses, images licencieuses.
L'expression fait principalement référence au bûcher des vanités qui eut lieu le 7 février 1497 quand les disciples du moine Jérôme Savonarole rassemblèrent des milliers d’objets pour les brûler, à Florence, le jour du Mardi Gras. Quelques chefs-d’œuvre de la peinture florentine furent aussi détruits, dont des nus d’inspiration mythologique de Botticelli qui furent portés au bûcher par le peintre lui-même.
De tels bûchers ne sont toutefois pas une invention de Savonarole, et accompagnaient fréquemment les sermons hors des églises de saint Bernardin de Sienne, dans la première moitié du XVe siècle.

## Dans les arts
- Le roman de Tom Wolfe Le Bûcher des Vanités, publié en 1987, fait référence à cet événement, dans un contexte contemporain.

- Il prend aussi une place importante du roman de Ian Caldwell et Dustin Thomason La Règle de quatre, où il est une source d’inspiration de l’Hypnerotomachia Poliphili. Certains détails figurent également dans les romans de George Eliot Romola et de Timothy Findley Pilgrim (1999).

- Le jeu vidéo Assassin's Creed II raconte cet évènement dans son contenu additionnel. Dans le jeu, Savonarole dispose d'un puissant artefact capable de contrôler l'esprit des hommes afin de pouvoir allumer son Bûcher.

- Le roman La Conjuration florentine de Gérard Delteil (Ed. Points Seuil 2015) consacre un chapitre à cet événement, en mettant notamment en scène la présence de Machiavel et celle de Botticelli.

- Le roman Pietra Viva de Léonor de Recondo (Ed. Sabine Wespieser) évoque cet épisode historique, dans un chapitre intitulé « Le feu », au travers du personnage de Michelangelo. On y aperçoit Botticelli qui renonce à peindre des nus.

- La série The Borgias relate cette époque de l'Histoire au cours de la saison 2.

- Le bûcher des vanités est brièvement évoqué dans l'épilogue de la série télévisée italo-britannique Les Médicis : Maîtres de Florence.